# Deklaracja brukselska (1874)
Deklaracja brukselska (franc. Projet d'une Déclaration internationale concernant les lois et coutumes de la guerre) – deklaracja końcowa uchwalona 27 sierpnia 1874 na konferencji obradującej od 27 lipca w Brukseli, z udziałem delegacji 15 państw europejskich. Inicjatorem zwołania konferencji był car Aleksander II Romanow, a do twórców projektu należał Fiodor Martens.
Zawiera 56 artykułów. Stanowiła projekt regulacji praw wojny takich jak władza na terytorium okupowanym, zakres dopuszczalności zdobyczy wojennej (art. 7 okupant jest jedynie administratorem własności państwa okupowanego, art. 18 zakaz złupienia miasta zdobytego szturmem, wg art. 23 wszystkie rzeczy osobiste jeńca, z wyjątkiem broni, pozostają jego własnością, art. 38 zakaz konfiskat własności prywatnej, art. 39 zakaz rabunku) i rekwizycji (art. 40 – 42), definicja strony walczącej (art. 9 i 10), ochrona obiektów cywilnych (art. 8 i 17). Zawiera humanitarne postanowienia m.in. zakaz używania broni zatrutej (art. 13). Jej wzorem był m.in. kodeks Liebera (1863), trzykrotnie powołuje się na  Konwencję genewską (1864). Choć nie została ratyfikowana, zapisane w niej zasady wykorzystano przy układaniu konwencji haskich w 1899 i 1907.